# Уехутла де Рејес (Уехутла де Рејес, Идалго)
Уехутла де Рејес (шп. Huejutla de Reyes) насеље је у Мексику у савезној држави Идалго у општини Уехутла де Рејес. Насеље се налази на надморској висини од 137 м.

## Становништво
Према подацима из 2010. године у насељу је живело 40015 становника.

### Хронологија
| Година       | 2000                  | 2005                  | 2010                  |
| ------------ | --------------------- | --------------------- | --------------------- |
| Становништво | 34141 (16176 / 17965) | 36305 (17373 / 18932) | 40015 (19077 / 20938) |

### Попис
| \| \| м \| \| \| ж \| \| 0—2 \| 1.114 \| \| \| 1.069 \| \| 3—5 \| 1.116 \| \| \| 1.112 \| \| 6—11 \| 2.183 \| \| \| 2.085 \| \| 12—14 \| 1.046 \| \| \| 1.019 \| \| 15—17 \| 1.272 \| \| \| 1.278 \| \| 18—24 \| 2.618 \| \| \| 3.069 \| \| 60+ \| 1.385 \| \| \| 1.581 \| \| Просек : \| 28,7 \| \| \| 29,8 \| |       |  |  |       |
| |       |  |  |       |
| | м     |  |  | ж     |
| 0—2 | 1.114 |  |  | 1.069 |
| 3—5 | 1.116 |  |  | 1.112 |
| 6—11 | 2.183 |  |  | 2.085 |
| 12—14 | 1.046 |  |  | 1.019 |
| 15—17 | 1.272 |  |  | 1.278 |
| 18—24 | 2.618 |  |  | 3.069 |
| 60+ | 1.385 |  |  | 1.581 |
| Просек : | 28,7  |  |  | 29,8  |

| #   | Индикатор                                                                                        | Вредност |
| --- | ------------------------------------------------------------------------------------------------ | -------- |
| 1   | Становништво од 0 до 2 године                                                                    | 2183     |
| 2   | Мушко становништво од 0 до 2 године                                                              | 1114     |
| 3   | Женско становништво од 0 до 2 године                                                             | 1069     |
| 4   | Становништво са 3 и више година                                                                  | 37771    |
| 5   | Мушко становништво са 3 и више година                                                            | 17934    |
| 6   | Женско становништво са 3 и више година                                                           | 19837    |
| 7   | Становништво са 5 и више година                                                                  | 36286    |
| 8   | Мушко становништво са 5 и више година                                                            | 17189    |
| 9   | Женско становништво са 5 и више година                                                           | 19097    |
| 10  | Становништво са 12 и више година                                                                 | 31275    |
| 11  | Мушко становништво са 12 и више година                                                           | 14635    |
| 12  | Женско становништво са 12 и више година                                                          | 16640    |
| 13  | Становништво са 15 и више година                                                                 | 29210    |
| 14  | Мушко становништво са 15 и више година                                                           | 13589    |
| 15  | Женско становништво са 15 и више година                                                          | 15621    |
| 16  | Становништво са 18 и више година                                                                 | 26660    |
| 17  | Мушко становништво са 18 и више година                                                           | 12317    |
| 18  | Женско становништво са 18 и више година                                                          | 14343    |
| 19  | Становништво од 3 до 5 година                                                                    | 2228     |
| 20  | Мушко становништво од 3 до 5 година                                                              | 1116     |
| 21  | Женско становништво од 3 до 5 година                                                             | 1112     |
| 22  | Становништво од 6 до 11 година                                                                   | 4268     |
| 23  | Мушко становништво од 6 до 11 година                                                             | 2183     |
| 24  | Женско становништво од 6 до 11 година                                                            | 2085     |
| 25  | Становништво од 8 до 14 година                                                                   | 4883     |
| 26  | Мушко становништво од 8 до 14 година                                                             | 2497     |
| 27  | Женско становништво од 8 до 14 година                                                            | 2386     |
| 28  | Становништво од 12 до 14 година                                                                  | 2065     |
| 29  | Мушко становништво од 12 до 14 година                                                            | 1046     |
| 30  | Женско становништво од 12 до 14 година                                                           | 1019     |
| 31  | Становништво од 15 до 17 година                                                                  | 2550     |
| 32  | Мушко становништво од 15 до 17 година                                                            | 1272     |
| 33  | Женско становништво од 15 до 17 година                                                           | 1278     |
| 34  | Становништво од 18 до 24 године                                                                  | 5687     |
| 35  | Мушко становништво од 18 до 24 године                                                            | 2618     |
| 36  | Женско становништво од 18 до 24 године                                                           | 3069     |
| 37  | Женско становништво од 15 до 49 година                                                           | 12336    |
| 38  | Становништво са 60 и више година                                                                 | 2966     |
| 39  | Мушко становништво са 60 и више година                                                           | 1385     |
| 40  | Женско становништво са 60 и више година                                                          | 1581     |
| 41  | Однос између мушкараца и жена                                                                    | 91.11    |
| 42  | Становништво од нуле до 14 година                                                                | 10744    |
| 43  | Становништво од 15 до 64 године                                                                  | 27273    |
| 44  | Становништво од 65 година и више                                                                 | 1937     |
| 45  | Просечан број деце                                                                               | 1.98     |
| 46  | Становништво рођено у ентитету                                                                   | 34478    |
| 47  | Мушко становништво рођено у ентитету                                                             | 16486    |
| 48  | Женско становништво рођено у ентитету                                                            | 17992    |
| 49  | Становништво рођено у другом ентитету                                                            | 5320     |
| 50  | Мушко становништво рођено у другом ентитету                                                      | 2490     |
| 51  | Женско становништво рођено у другом ентитету                                                     | 2830     |
| 52  | Становништво од 5 година и више резидентно у ентитету у јуну 2005. године                        | 34858    |
| 53  | Мушко становништво старосног доба од 5 година и више, резидентно у ентитету у јуну 2005. године  | 16512    |
| 54  | Женско становништво старосног доба од 5 и више година, резидентно у ентитету у јуну 2005. године | 18346    |
| 55  | Становништво од 5 година и више које је живело у другом ентитету у јуну 2005. године             | 1160     |
| 56  | Мушко становништво старије од 5 година које је живело у другом ентитету у јуну 2005. године      | 536      |
| 57  | Женско становништво старије од 5 година које је живело у другом ентитету у јуну 2005. године     | 624      |
| 58  | Становништво од 3 године и више које говори аутохтони језик                                      | 7788     |
| 59  | Мушко становништво старо 3 године и више које говори аутохтони језик                             | 3634     |
| 60  | Женско становништво старо 3 године и више које говори аутохтони језик                            | 4154     |
| 61  | Становништво од 3 године и више које говори аутохтони језик и не говори шпански језик            | 130      |
| 62  | Мушко становништво старо 3 године и више које говори аутохтони језик и не говори шпански         | 34       |
| 63  | Женско становништво старо 3 године и више које говори аутохтони језик и не говори шпански језик  | 96       |
| 64  | Становништво старо 3 године и више које говори аутохтони језик и шпански                         | 7339     |
| 65  | Мушко становништво старо 3 године и више које говори аутохтони језик и шпански                   | 3458     |
| 66  | Женско становништво старо 3 године и више које говори аутохтони језик и шпански                  | 3881     |
| 67  | Становништво од 5 година и више које говори аутохтони језик                                      | 7767     |
| 68  | Становништво од 5 година и више које говори аутохтони језик и не говори шпански језик            | 129      |
| 69  | Становништво од 5 година и више које говори аутохтони језик и говори шпански језик               | 7323     |
| 70  | Становништво у домородачким домаћинствима                                                        | 17145    |
| 71  | Становништво са ограничењима у активностима                                                      | 1050     |
| 72  | Становништво са ограниченим ходањем или кретањем, горе или доле                                  | 417      |
| 73  | Становници са ограничењима вида, чак и уз кориштење сочива                                       | 356      |
| 74  | Становништво са ограничењима говора, комуникације или конверзације                               | 163      |
| 75  | Становништво са ограниченим слухом                                                               | 96       |
| 76  | Становништво са ограничењима при одевању, купању или јелу                                        | 45       |
| 77  | Становништво са ограничењима у опажању или учењу једноставних ствари                             | 48       |
| 78  | Становништво са менталним ограничењима                                                           | 94       |
| 79  | Становништво без ограничења активности                                                           | 38605    |
| 80  | Становништво од 3 до 5 година које не похађа школу                                               | 721      |
| 81  | Мушко становништво од 3 до 5 година које не похађа школу                                         | 355      |
| 82  | Женско становништво од 3 до 5 година које не похађа школу                                        | 366      |
| 83  | Становништво од 6 до 11 година које не похађа школу                                              | 83       |
| 84  | Мушко становништво од 6 до 11 година које не похађа школу                                        | 41       |
| 85  | Женско становништво од 6 до 11 година које не похађа школу                                       | 42       |
| 86  | Становништво од 12 до 14 година које не похађа школу                                             | 84       |
| 87  | Мушко становништво од 12 до 14 година које не похађа школу                                       | 48       |
| 88  | Женско становништво од 12 до 14 година које не похађа школу                                      | 36       |
| 89  | Становништво од 15 до 17 година похађа школу                                                     | 2127     |
| 90  | Мушко становништво од 15 до 17 година похађа школу                                               | 1055     |
| 91  | Женско становништво између 15 и 17 година живота у школи                                         | 1072     |
| 92  | Становништво од 18 до 24 године похађа школу                                                     | 2447     |
| 93  | Мушко становништво од 18 до 24 године похађа школу                                               | 1200     |
| 94  | Женско становништво од 18 до 24 године похађа школу                                              | 1247     |
| 95  | Становништво од 8 до 14 година које не може да чита и пише                                       | 102      |
| 96  | Мушко становништво старосног доба од 8 до 14 година које не може да чита и пише                  | 58       |
| 97  | Женско становништво старосног доби од 8 до 14 година које не може да чита и пише                 | 44       |
| 98  | Становништво од 15 година и више које је неписмено                                               | 2201     |
| 99  | Мушко становништво од 15 година и више које је неписмено                                         | 750      |
| 100 | Женско становништво од 15 година и више које је неписмено                                        | 1451     |
| 101 | Становништво старо 15 и више година без школовања                                                | 2219     |
| 102 | Мушко становништво старо 15 и више година без школовања                                          | 775      |
| 103 | Женско становништво старо 15 и више година без школовања                                         | 1444     |
| 104 | Становништво старосног доба 15 и више година са непотпуним основним образовањем                  | 2202     |
| 105 | Мушко становништво старосног доба од 15 година и више са непотпуном основним образовањем         | 908      |
| 106 | Женско становништво старосног доба 15 и више година са непотпуном основним образовањем           | 1294     |
| 107 | Становништво старо 15 и више година са комплетним основним образовањем                           | 2804     |
| 108 | Мушко становништво старо 15 година и више са комплетним основним образовањем                     | 1239     |
| 109 | Женско становништво старо 15 и више година са комплетним основним образовањем                    | 1565     |
| 110 | Становништво старосног доба 15 и више година са непотпуним средњим образовањем                   | 871      |
| 111 | Мушко становништво старосног доба од 15 година и више са непотпуним средњим образовањем          | 470      |
| 112 | Женско становништво старосног доба од 15 година и више са непотпуним средњим образовањем         | 401      |
| 113 | Становништво старо 15 и више година са пуним секундарном образовањем                             | 5363     |
| 114 | Мушко становништво старосног доба од 15 година и више са пуним секундарном образовањем           | 2510     |
| 115 | Женско становништво старосног доба од 15 година и више са пуним секундарном образовањем          | 2853     |
| 116 | Становништво старије од 18 година са постосновним образовањем                                    | 13972    |
| 117 | Мушко становништво старије од 18 година са постосновним образовањем                              | 6925     |
| 118 | Женско становништво старије од 18 година са постосновним образовањем                             | 7047     |
| 119 | Просечна оцена школовања                                                                         | 10.05    |
| 120 | Просечан ниво образовања мушке популације                                                        | 10.47    |
| 121 | Просечан ниво образовања женског становништва                                                    | 9.69     |
| 122 | Економски активно становништво                                                                   | 16492    |
| 123 | Економски активна мушка популација                                                               | 10298    |
| 124 | Економски активна женска популација                                                              | 6194     |
| 125 | Становништво које није економски активно                                                         | 14640    |
| 126 | Мушко становништво које није економски активно                                                   | 4258     |
| 127 | Женско становништво које није економски активно                                                  | 10382    |
| 128 | Запослено становништво                                                                           | 15747    |
| 129 | Запослено мушко становништво                                                                     | 9780     |
| 130 | Запослено женско становништво                                                                    | 5967     |
| 131 | Незапослена популација                                                                           | 745      |
| 132 | Незапослена мушка популација                                                                     | 518      |
| 133 | Незапослена женска популација                                                                    | 227      |
| 134 | Становништво без права на здравствене услуге                                                     | 13679    |
| 135 | Становништво које има право на здравствене услуге                                                | 26161    |
| 136 | Становништво које има право на ИМСС                                                              | 6794     |
| 137 | Становништво које има право на социјално осигурање                                               | 11144    |
| 138 | Становништво које има право на државно социјално осигурање                                       | 58       |
| 139 | Становништво које има право на опште осигурање или здравствено осигурање за нову генерацију      | 6602     |
| 140 | Становништво које је било једном или није било у браку током 12 година и више                    | 11258    |
| 141 | Венчано или уједињено становништво од 12 година и више                                           | 17079    |
| 142 | Становништво које је било у браку или уједињено 12 година и више                                 | 2897     |
| 143 | Становништво са католичком религијом                                                             | 35892    |
| 144 | Протестанти, еванђелисти и библијски следбеници различити од еванђелиста                         | 2963     |
| 145 | Становништво са другим религијама различитим од претходних                                       | 20       |
| 146 | Становништво без религије                                                                        | 683      |
| 147 | Укупно пописаних домаћинства                                                                     | 9606     |
| 148 | Пописна домаћинства на челу са мушкарцима                                                        | 7317     |
| 149 | Пописна домаћинства на челу са женама                                                            | 2289     |
| 150 | Становништво у пописним домаћинствима                                                            | 39949    |
| 151 | Становништво у пописним домаћинствима на челу са мушкарцима                                      | 31842    |
| 152 | Становништво у пописним домаћинствима на челу са женама                                          | 8107     |
| 153 | Укупно домаћинстава                                                                              | 11968    |
| 154 | Укупно насељених домаћинстава                                                                    | 9626     |
| 155 | Укупно приватних кућа                                                                            | 11948    |
| 156 | Насељени приватни домови                                                                         | 9606     |
| 157 | Укупно насељених приватних кућа                                                                  | 9624     |
| 158 | Ненасељене приватне куће                                                                         | 1573     |
| 159 | Појединачна домаћинства за привремену употребу                                                   | 769      |
| 160 | Становници у насељеним приватним кућама                                                          | 39949    |
| 161 | Насељеност станара у приватним становима                                                         | 4.16     |
| 162 | Просечно становника по соби у приватним насељеним домаћинствима                                  | 1.09     |
| 163 | Појединачна домаћинства са подовима од различитих материјала од земље                            | 8628     |
| 164 | Појединачна домаћинства у приземљу                                                               | 911      |
| 165 | Појединачна домаћинства са једном спаваћом собом                                                 | 3107     |
| 166 | Појединачна домаћинства са две спаваће собе и више                                               | 6473     |
| 167 | Појединачна домаћинства са једним собом                                                          | 934      |
| 168 | Појединачна домаћинства са две собе                                                              | 1501     |
| 169 | Појединачна домаћинства са 3 собе и више                                                         | 7136     |
| 170 | Појединачна домаћинства која имају електрично светло                                             | 9489     |
| 171 | Појединачна домаћинства која немају електрично светло                                            | 84       |
| 172 | Појединачна домаћинства која имају водоводну воду у стамбеном простору                           | 8734     |
| 173 | Појединачна домаћинства која немају водоводну воду у стамбеном простору                          | 838      |
| 174 | Појединачна домаћинства која имају тоалет                                                        | 9448     |
| 175 | Појединачна домаћинства која имају канализацију                                                  | 9349     |
| 176 | Појединачна домаћинства која немају канализацију                                                 | 220      |
| 177 | Појединачна домаћинства која имају електрично светло, довод воде из јавне мреже и канализацију   | 8540     |
| 178 | Појединачна домаћинства без икаквих услова                                                       | 128      |
| 179 | Појединачна домаћинства која имају радио                                                         | 7550     |
| 180 | Појединачна домаћинства која имају телевизор                                                     | 8758     |
| 181 | Појединачна домаћинства која имају фрижидер                                                      | 8394     |
| 182 | Појединачна домаћинства која имају машину за веш                                                 | 4579     |
| 183 | Појединачна домаћинства која имају аутомобил или комби                                           | 3272     |
| 184 | Појединачна домаћинства која имају рачунар                                                       | 2939     |
| 185 | Појединачна домаћинства која имају фиксну телефонску линију                                      | 2838     |
| 186 | Појединачна домаћинства која имају мобилни телефон                                               | 6870     |
| 187 | Појединачна домаћинства која имају приступ интернету                                             | 1726     |
| 188 | Величина локације                                                                                | 9        |